# 10660 Felixhormuth
10660 Felixhormuth è un asteroide della fascia principale. Scoperto nel 1971, presenta un'orbita caratterizzata da un semiasse maggiore pari a 3,1583934 UA e da un'eccentricità di 0,1441258, inclinata di 6,86671° rispetto all'eclittica.
L'asteroide è dedicato all'astronomo tedesco Felix Hormuth.